# Affenschwanzratte
Die Affenschwanzratte oder Opossum-Gelbschwanzratte (Rattus marmosurus) ist ein endemisch auf Sulawesi verbreitetes Nagetier in der Gattung der Ratten. Sie ähnelt der Nordöstlichen Gelbschwanzratte (Rattus xanthurus) und wurde zeitweise als deren Unterart gelistet.

## Merkmale
Mit einer Kopf-Rumpf-Länge von 135 bis 230 mm, einer Schwanzlänge von 175 bis 263 mm und mit 33 bis 39 mm langen Hinterfüßen ist die Art eine mittelgroße Ratte. Gewichtsangaben fehlen und die Länge der Ohren beträgt etwa 21 mm. Das lange und recht weiche Fell der Oberseite ist zimtbraun mit gelblichen bis schwarzen Tönungen. Besonders am Hinterteil und am Schwanzansatz sind rein schwarze Haare eingemischt. Auf der Unterseite sind die Haare an der Wurzel weiß und an den Spitzen weiß bis hellgrau. Am fast haarlosen Schwanz ist das erste Drittel schwarz und der hintere Teil weiß. Von den paarig angeordneten Zitzen der Weibchen befinden sich vier auf der Brust und vier im Leistenbereich.

## Verbreitung
Das Verbreitungsgebiet liegt im zentralen Teil Sulawesis sowie auf der nördlichen Halbinsel. Die Art hält sich in verschiedenartigen Wäldern auf. Sie besucht gelegentlich Plantagen und Bambusdickicht, wenn diese in Waldnähe liegen, meidet jedoch stark veränderte Landschaften.

## Lebensweise
Die Exemplare wandern auf dem Boden und klettern in Bäumen. Die Nahrung besteht vorwiegend aus Feigen und anderen Früchten.

## Gefährdung
Vermutlich wirken sich Waldrodungen in tieferen Lagen negativ aus. Es wird angenommen, dass einige Exemplare gejagt und als Bushmeat verkauft werden. Die IUCN listet die Affenschwanzratte als nicht gefährdet (least concern), da die Gesamtpopulation nur leicht abnimmt.